# Парри, Вильям Эдвард
Сэр Вильям (Уильям) Эдвард Парри (англ. William Edward Parry; 19 декабря 1790, Бат, Сомерсет, Англия — 9 июля 1855, Лондон, Англия) — английский контр-адмирал и исследователь Арктики, который в 1827 году организовал одну из самых первых экспедиций на Северный полюс. Почётный член Петербургской академии наук (1826).

## Биография
Сын англо-валлийского медика Калеба Хиллиера Парри. Родился в 1790 году; рано начал службу, первое плавание совершил под началом Корнуоллиса на 110-пушечном линейном корабле Ville de Paris. Переведённый на фрегат Alexandria, посланный к Шпицбергену для защиты рыбных промыслов, Парри занялся гидрографией, описью берегов Шпицбергена и составлением карт; здесь же начались его работы по астрономии, доставившие ему впоследствии известность.
В 1813 году он ушёл на корабле Sceptre к берегам Северной Америки, участвовал в военных действиях на реке Коннектикут против партизанских отрядов американцев и французов и в то же время продолжал занятия по мореходной астрономии. По возвращении на родину Парри издал своё первое сочинение в этой области: «Практические правила для ночных наблюдений над неподвижными звездами», предназначенное для руководства молодым офицерам при определении места корабля на море.
В 1818 году он принял участие в арктической экспедиции Джона Росса, a в следующем году предпринял самостоятельное путешествие на перестроенном для плавания во льдах бывшем бомбардирском судне «Гекла» (Hecla) с целью найти Северо-Западный проход из Атлантического в Тихий океан. Вернувшись из этого плавания, Парри в 1821 году организовал новую экспедицию, в которой пробыл 2 года, достигнув 81°44' западной долготы. Во время этого плавания он составил обстоятельную опись берегов Баффинова моря, но снова должен был вернуться, не добившись цели.
Прослужив около года в адмиралтействе, Парри в третий раз предпринял арктическую экспедицию в 1824 году на судах «Гекла» и «Фьюри» (англ. Fury). Проникнув на судах значительно дальше на запад, он должен был зазимовать в проливе Принс-Риджент, причём произвел опись и составил карту архипелага, названного в его честь. «Фьюри» потерпело крушение, Парри вернулся в Англию в 1825 году и сейчас же предложил адмиралтейству организовать новую экспедицию через Шпицберген. Получив необходимые средства, он составил отряд гребных судов, снабжённых полозьями для передвижения по льду, и в марте 1827 года отплыл из Англии на судне «Гекла», доставившем его на Шпицберген. Отсюда экспедиция отправилась на санях на север и достигла широты 82°45' с.
Это было последнее путешествие Парри. Вернувшись в Англию, он ещё несколько лет служил в адмиралтействе гидрографом, a в 1829 году оставил флот и поступил агентом в частную компанию колонизации Австралии. Проведя в Новой Голландии 5 лет, Парри вернулся на службу в адмиралтейство и в 1837—1846 годах занимал должность контролёра Пароходного департамента военно-морского ведомства. Окончил службу в должности суперинтенданта Королевского военно-морского госпиталя. 4 июня 1852 года произведён в чин контр-адмирала.

## Память
В 1935 г. Международный астрономический союз присвоил имя Вильяма Эдварда Парри кратеру на видимой стороне Луны.